# Banheiro de porco

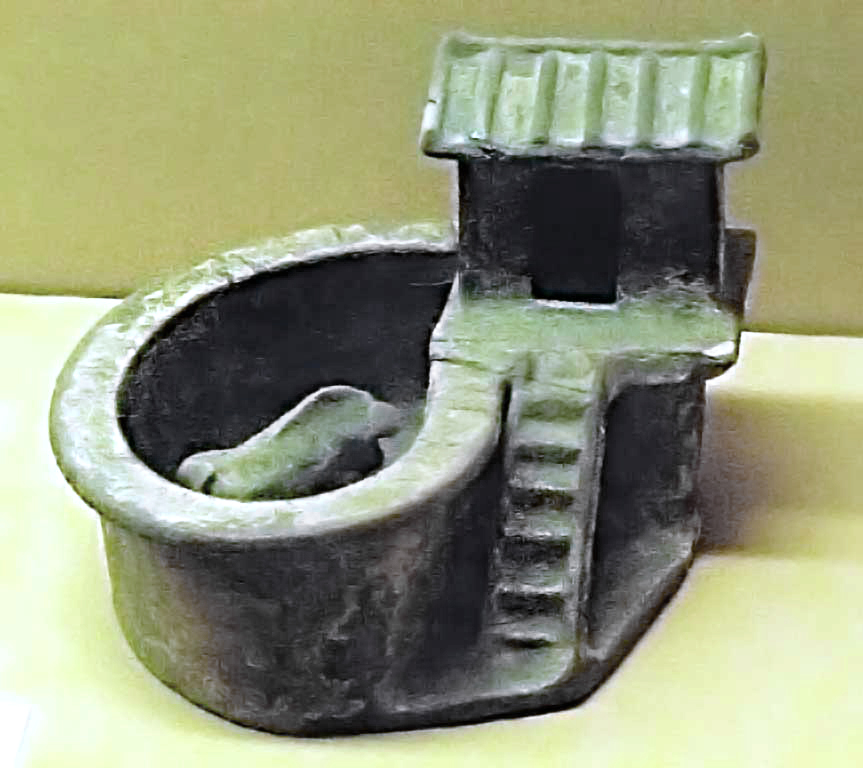
Modelo de banheiro com chiqueiro (China, Dinastia Han Oriental 25–220 DC).

Um banheiro de porco (às vezes chamado de "latrina de chiqueiro") é um tipo simples de banheiro seco que consiste em um banheiro externo montado sobre um chiqueiro, com uma rampa ou buraco conectando os dois. Os porcos consomem as fezes dos usuários do banheiro, além de outros alimentos.

## História
Banheiros de porcos (zhūquānmáokēng) eram comuns na China rural, onde um único ideograma chinês (圂) significa "chiqueiro" e "privada". Modelos funerários de banheiros de porcos da Dinastia Han (206 aC a 220 dC) provam que era um costume antigo. Esses arranjos foram fortemente desencorajados pelas autoridades chinesas nos últimos anos, embora até 2005 ainda pudessem ser encontrados em províncias remotas do norte.

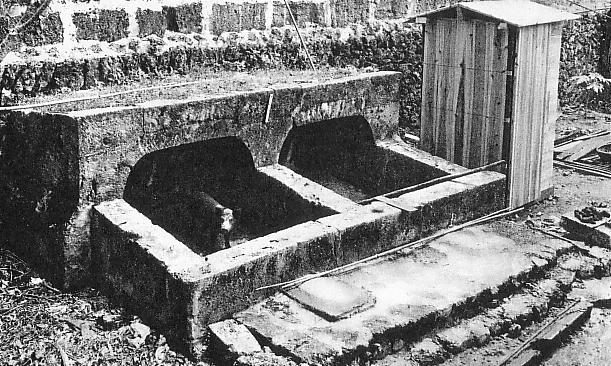
Um fuuru (banheiro de porco) no início do século 20 em Okinawa

A influência chinesa pode ter espalhado o uso de banheiros de porcos em Okinawa (Okinawan: ふ ー る ( fūru ) / 風 呂) antes da Segunda Guerra Mundial.
Banheiros de porcos também eram usados em partes da Índia, como Goa. Uma pesquisa de 2003 sobre os arranjos sanitários em Goa e Kerala descobriu que 22,7% da população ainda usava banheiros de porcos.
Em Jejudo, uma ilha vulcânica da Coreia do Sul onde vive uma raça de porco preto, os banheiros de porco eram conhecidos como dottongsi. Esses banheiros de porcos ainda estavam em uso na década de 1960.

### Banheiro do viveiro de peixes
Na China, "as residências familiares são comumente construídas perto do tanque de peixes, com banheiros pendurados no tanque para facilitar a fertilização. Alguns chiqueiros, bem como latrinas para humanos, são construídos no dique adjacente de modo a ficarem pendentes sobre o lago." Mas, em 1988, esses banheiros de viveiros de peixes estavam caindo em desuso, pois os fazendeiros descobriram que era mais útil fermentar excrementos humanos e suínos juntos e aplicá-los aos lagos de aquicultura conforme necessário.
No Vietnã, o banheiro tradicional de viveiro de peixes, descrito como "generalizado" em 2008, poluiu os cursos d'água, mas foi percebido como mais higiênico (menos fedorento) do que várias alternativas modernas que o governo pressionava aos moradores.